# Campionati europei under 23 di lotta 2022
I campionati europei di under 23 lotta 2022 si sono svolti presso l'impianto polifunzionale Kolodruma di Plovdiv, in Bulgaria, dal 7 al 13 marzo 2022. Sono stati la 7ª edizione della manifestazione continentale per lottatore di età inferiore ai 23 anni. Si sono svolti 30 tornei di cui 10 di lotta greco-romana e 20 di lotta libera, 10 femminile e 10 maschile.

## Podi

### Uomini

#### Lotta libera
| Evento | Oro                            | Argento                      | Bronzo                     |
| 57 kg  | Horst Lehr Germania            | Giorgi Gegelashvili Georgia  | Tofig Aliyev Azerbaigian   |
| 57 kg  | Horst Lehr Germania            | Giorgi Gegelashvili Georgia  | Edik Harutyunyan Armenia   |
| 61 kg  | Emrah Ormanoğlu Turchia        | Khamzat Arsamerzouev Francia | Ramaz Turmanidze Georgia   |
| 61 kg  | Emrah Ormanoğlu Turchia        | Khamzat Arsamerzouev Francia | Norik Harutyunyan Armenia  |
| 65 kg  | Ziraddin Bayramov Azerbaigian  | Hrachya Margaryan Armenia    | Hamza Alaca Turchia        |
| 65 kg  | Ziraddin Bayramov Azerbaigian  | Hrachya Margaryan Armenia    | Ayub Musaev Belgio         |
| 70 kg  | Giorgi Elbakidze Georgia       | Narek Harutyunyan Armenia    | Ivan Stojanov Bulgaria     |
| 70 kg  | Giorgi Elbakidze Georgia       | Narek Harutyunyan Armenia    | Nicolai Grahmez Moldavia   |
| 74 kg  | Dzhabrail Gadzhiev Azerbaigian | Krisztian Biro Romania       | İsmet Çiftçi Turchia       |
| 74 kg  | Dzhabrail Gadzhiev Azerbaigian | Krisztian Biro Romania       | Vasile Diacon Moldavia     |
| 79 kg  | Georgios Kougioumtsidis Grecia | Evsem Shvelidze Georgia      | Ashraf Ashirov Azerbaigian |
| 79 kg  | Georgios Kougioumtsidis Grecia | Evsem Shvelidze Georgia      | Abdulvasi Balta Turchia    |
| 86 kg  | Abubakr Abakarov Azerbaigian   | Lilian Balan Moldavia        | Emre Çiftçi Turchia        |
| 86 kg  | Abubakr Abakarov Azerbaigian   | Lilian Balan Moldavia        | Bagrati Gagnidze Georgia   |
| 92 kg  | Feyzullah Aktürk Turchia       | Joshua Morodion Germania     | Daviti Koguashvili Georgia |
| 92 kg  | Feyzullah Aktürk Turchia       | Joshua Morodion Germania     | Ilia Hristov Bulgaria      |
| 97 kg  | Islam Ilyasov Azerbaigian      | Johannes Mayer Germania      | Richard Vegh Ungheria      |
| 97 kg  | Islam Ilyasov Azerbaigian      | Johannes Mayer Germania      | Radu Lefter Moldavia       |
| 125 kg | Solomon Manashvili Georgia     | Milan Korcsog Ungheria       | Aydin Ahmadov Azerbaigian  |
| 125 kg | Solomon Manashvili Georgia     | Milan Korcsog Ungheria       | Adil Mısırcı Turchia       |

#### Lotta greco-romana
| Evento | Oro                              | Argento                         | Bronzo                         |
| 55 kg  | Emre Mutlu Turchia               | Denis Demirov Bulgaria          | Artiom Deleanu Moldavia        |
| 55 kg  | Emre Mutlu Turchia               | Denis Demirov Bulgaria          | Denis Florin Mihai Romania     |
| 60 kg  | Nihat Zahid Mammadli Azerbaigian | Irakli Dzimistarishvili Georgia | Vitalie Eriomenco Moldavia     |
| 60 kg  | Nihat Zahid Mammadli Azerbaigian | Irakli Dzimistarishvili Georgia | Tigran Minasyan Armenia        |
| 63 kg  | Giorgi Shotadze Georgia          | Ziya Babashov Azerbaigian       | Mustafa Safa Yıldırım Turchia  |
| 63 kg  | Giorgi Shotadze Georgia          | Ziya Babashov Azerbaigian       | Ilia Mustakov Bulgaria         |
| 67 kg  | Diego Chkhikvadze Georgia        | Kadir Kamal Turchia             | Niklas Oehlen Svezia           |
| 67 kg  | Diego Chkhikvadze Georgia        | Kadir Kamal Turchia             | Sahak Hovhannisyan Armenia     |
| 72 kg  | Giorgi Chkhikvadze Georgia       | Abdullah Toprak Turchia         | Shant Khachatryan Armenia      |
| 72 kg  | Giorgi Chkhikvadze Georgia       | Abdullah Toprak Turchia         | Idris Ibaev Germania           |
| 77 kg  | Khasay Hasanli Azerbaigian       | Davit Sologashvili Georgia      | Krisztofer Klanyi Ungheria     |
| 77 kg  | Khasay Hasanli Azerbaigian       | Davit Sologashvili Georgia      | Abdurrahman Kalkan Turchia     |
| 82 kg  | Marcel Sterkenburg Paesi Bassi   | Beka Guruli Georgia             | Semion Brekkeli Moldavia       |
| 82 kg  | Marcel Sterkenburg Paesi Bassi   | Beka Guruli Georgia             | Branko Kovacevic Serbia        |
| 87 kg  | Istvan Takacs Ungheria           | Turpal Bisultanov Danimarca     | Lachin Valiyev Azerbaigian     |
| 87 kg  | Istvan Takacs Ungheria           | Turpal Bisultanov Danimarca     | Szymon Szymonowicz Polonia     |
| 97 kg  | Giorgi Katsanashvili Georgia     | Markus Ragginger Austria        | Mustafa Olgun Turchia          |
| 97 kg  | Giorgi Katsanashvili Georgia     | Markus Ragginger Austria        | Tyrone Sterkenburg Paesi Bassi |
| 130 kg | Dariusz Vitek Ungheria           | Fatih Bozkurt Turchia           | Giorgi Tsopurashvili Georgia   |
| 130 kg | Dariusz Vitek Ungheria           | Fatih Bozkurt Turchia           | Sarkhan Mammadov Azerbaigian   |

### Donne

#### Lotta libera
| Evento | Oro                        | Argento                          | Bronzo                         |
| 50 kg  | Emma Luttenauer Francia    | Szimonetta Timea Szeker Ungheria | Gabija Dilyte Lituania         |
| 50 kg  | Emma Luttenauer Francia    | Szimonetta Timea Szeker Ungheria | Lisa Ersel Germania            |
| 53 kg  | Mariana Drăguțan Moldavia  | Anastasia Blayvas Germania       | Rahime Arı Turchia             |
| 53 kg  | Mariana Drăguțan Moldavia  | Anastasia Blayvas Germania       | Gultakin Shirinova Azerbaigian |
| 55 kg  | Andreea Ana Romania        | Elnura Mammadova Azerbaigian     | Zeynep Yetgil Turchia          |
| 55 kg  | Andreea Ana Romania        | Elnura Mammadova Azerbaigian     | Mihaela Samoil Moldavia        |
| 57 kg  | Elvira Kamaloğlu Turchia   | Patrycja Gil Polonia             | Tamara Dollak Ungheria         |
| 59 kg  | Anastasia Nichita Moldavia | Magdalena Głodek Polonia         | Morena De Vita Italia          |
| 62 kg  | Zhala Aliyeva Azerbaigian  | Anna Fabian Serbia               | Luisa Scheel Germania          |
| 62 kg  | Zhala Aliyeva Azerbaigian  | Anna Fabian Serbia               | Améline Douarre Francia        |
| 65 kg  | Ewelina Ciunek Polonia     | Amina Capezan Romania            | Yağmur Çakmak Turchia          |
| 65 kg  | Ewelina Ciunek Polonia     | Amina Capezan Romania            | Viktoria Vesso Estonia         |
| 68 kg  | Irina Rîngaci Moldavia     | Aslı Demir Turchia               | Nigar Mirzazada Azerbaigian    |
| 68 kg  | Irina Rîngaci Moldavia     | Aslı Demir Turchia               | Noémi Szabados Ungheria        |
| 72 kg  | Wiktoria Chołuj Polonia    | Maria Nitu Romania               | Tuende Elekes Ungheria         |
| 72 kg  | Wiktoria Chołuj Polonia    | Maria Nitu Romania               | Zsuzsanna Molnár Slovacchia    |
| 76 kg  | Bernadett Nagy Ungheria    | Kamile Gaucaite Lituania         | Mehtap Gültekin Turchia        |
| 76 kg  | Bernadett Nagy Ungheria    | Kamile Gaucaite Lituania         | Marion Bye Norvegia            |

## Classifica squadre
| Pos. | Lotta libera maschile | Lotta libera maschile | Lotta greco-romana | Lotta greco-romana | Lotta libera femminile | Lotta libera femminile |
| Pos. | Squadra               | Punti                 | Squadra            | Punti              | Squadra                | Punti                  |
| ---- | --------------------- | --------------------- | ------------------ | ------------------ | ---------------------- | ---------------------- |
| 1    | Azerbaigian           | 159                   | Georgia            | 183                | Turchia                | 143                    |
| 2    | Turchia               | 151                   | Turchia            | 156                | Ungheria               | 120                    |
| 3    | Georgia               | 149                   | Azerbaigian        | 102                | Polonia                | 118                    |
| 4    | Armenia               | 108                   | Ungheria           | 91                 | Moldavia               | 96                     |
| 5    | Germania              | 93                    | Armenia            | 91                 | Azerbaigian            | 93                     |
| 6    | Moldavia              | 93                    | Bulgaria           | 57                 | Romania                | 77                     |
| 7    | Bulgaria              | 82                    | Moldavia           | 53                 | Germania               | 70                     |
| 8    | Ungheria              | 51                    | Polonia            | 49                 | Francia                | 56                     |
| 9    | Macedonia del Nord    | 48                    | Germania           | 45                 | Bulgaria               | 47                     |
| 10   | Francia               | 40                    | Paesi Bassi        | 40                 | Italia                 | 43                     |